# مقاطعة هاند (داكوتا الجنوبية)
هاند (بالإنجليزية: Hand)‏ هي إحدى مقاطعات ولاية داكوتا الجنوبية في الولايات المتحدة الأمريكية.